# Selección de fútbol de Suiza
La selección de fútbol de Suiza (en alemán: Schweizer Fußballnationalmannschaft, en italiano: Nazionale di calcio della Svizzera, en francés: Équipe nationale suisse de football) es el equipo representativo de Suiza en las competiciones oficiales. Su organización está a cargo de la Asociación Suiza de Fútbol, perteneciente a la UEFA.
Los máximos logros internacionales de Suiza son haber llegado a la final de los Juegos Olímpicos de 1924 —subcampeonato mundial (medalla de plata), únicos organizados por FIFA junto a los JJ. OO. de 1928—, y a cuartos de final de la Copa Mundial de Fútbol en 1934, 1938 y 1954.
Además, en 2006, Suiza batió el récord de imbatibilidad en los mundiales, estando 559 minutos sin recibir un solo gol, superando así a la selección italiana, lo que lo convirtió en el único equipo en la historia en finalizar un mundial sin recibir goles, empatando a cero con Francia, ganándole 2-0 a Togo y Corea del Sur y empatando a cero con Ucrania, perdiendo finalmente 3-0 en tanda de penales. Dicha racha perduró hasta 2010, cuando tras su primera presentación recibió un gol en su segundo partido ante Chile.
A nivel de selecciones juveniles, Suiza se mostró más exitosa sobre todo en la categoría sub-17, donde el cuadro helvético logró ganar el Campeonato Europeo Sub-17 de la UEFA 2002 y su título más destacado: la Copa Mundial de Fútbol Sub-17 de 2009, donde realizó una campaña perfecta y derrotó al anfitrión Nigeria por 1-0.
Suiza fue anfitriona de la Eurocopa 2008 junto con Austria. En este torneo Suiza no se ha destacado mucho, ya que en tres de sus cuatro apariciones previas fue eliminada en la primera fase, excepto en 2016, en la que fue eliminada por Polonia en octavos de final tras la tanda de penaltis y en 2020 llegando a cuartos de final cayendo en penales ante España, pero pasando a esa fase eliminando al campeón del mundo y favorito Francia también por penales, en 2024 nuevamente llegó a cuartos de final cayendo en penales ante Inglaterra, pero pasando a esa fase eliminando al campeón de la edición anterior Italia por 2-0 en los 90 minutos reglamentarios.

## Historia

### SigloXX

#### Inicios (1905-1918)
Los alumnos de inglés introdujeron el fútbol en Suiza en internados en 1855 y muchos clubes de aficionados se fundaron a partir de entonces. La Asociación Suiza de Fútbol (ASF-SVF) fue fundada el 7 de abril de 1895 en Olten y los partidos internacionales entre clubes suizos y transfronterizos tuvieron lugar a mediados de la década de 1890. El primer equipo suizo venció en el sur de Francia al equipo de Alemania por 3-1 el 4 de diciembre de 1898. La mitad del equipo suizo está compuesto entonces por extranjeros que viven en Suiza, en su mayoría británicos. Varias otras coincidencias de este tipo estaban organizadas; Suiza pierde contra Austria, por ejemplo, 4-0 el 8 de abril de 1901.

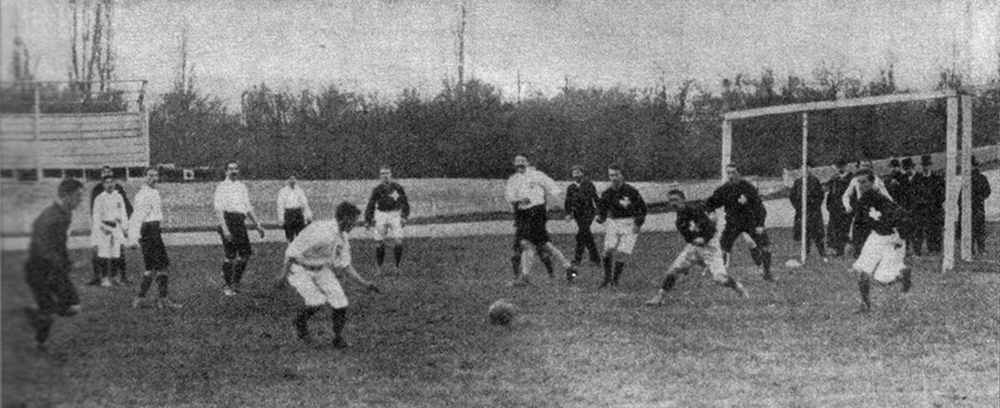
Partido entre Francia y Suiza celebrado el 12 de febrero de 1905.

El equipo suizo jugó su primer partido oficial contra Francia el 12 de febrero de 1905 en París. Perdieron 1-0 frente a 5000 espectadores. El partido de vuelta, que solo se pudo jugar tres años más tarde debido a problemas financieros de la ASF, se perdió por 1-2 en Ginebra. Adolf Frenken del FC Winterthur marcó el primer gol del equipo suizo. Los suizos obtuvieron su primera victoria el 5 de abril de 1908, superando al equipo alemán, que jugaba su primer partido oficial, 5-3 en Basilea. La selección luego obtuvo sus dos mayores derrotas con el mismo marcador de 9-0 en ambos partidos, una contra Inglaterra 20 de mayo de 1909, y la otra contra Hungría en Budapest el 29 de octubre de 1911. El plan de la ASF era enviar un equipo a los Juegos Olímpicos de 1912 en Estocolmo, pero este proyecto no se materializó debido a la falta de dinero.
Después del comienzo de la Primera Guerra Mundial, el fútbol estuvo mucho menos presente en Suiza. Más de la mitad de la tierra eran tierras de cultivo y muchos clubes habían cerrado porque los jugadores debían hacer su servicio militar. La ASF gradualmente convenció a las autoridades militares, inicialmente escépticas, de que el fútbol podía mantener la condición física de los militares. El juego se reanudó en 1916. Se organizaron muchos partidos dentro del ejército, lo que contribuyó a la popularización del fútbol. Se pudieron jugar cinco partidos internacionales: dos en casa contra Austria y tres fuera contra Italia, Austria y Hungría.

#### Primeros éxitos (1920-1930)
El primer partido del período de la posguerra se jugó el 29 de febrero de 1920 contra Francia. El 27 de junio de 1920, los suizos jugaron un partido muy politizado contra Alemania en Utogrund, en Zúrich, puesto que ignoraron la prohibición de partidos internacionales infligidos por la FIFA a los perdedores de la guerra. Francia amenazó con boicotear los partidos contra Suiza y se llevaron a cabo protestas en Bélgica e Inglaterra. La asociación regional Romande prohibió a sus miembros participar. Este controvertido encuentro terminó con una victoria suiza en el marcador por 4-1. La ASF decidió en agosto de 1919 participar en los Juegos Olímpicos de 1920 en Amberes, pero canceló su registro una semana antes del inicio del torneo. Además, de la falta de dinero, temía una división de la federación entre los hablantes de francés y alemán después del partido contra Alemania.
Diecisiete jugadores fueron a París para participar en los Juegos Olímpicos de París 1924. Esperando una rápida eliminación, la federación compró un billete de tren válido solo por diez días. En el primer partido de la ronda preliminar, los suizos obtuvieron la mayor victoria en su historia al derrotar a Lituania por 9-0. Después de un empate (1-1) contra Checoslovaquia, el juego se volvió a jugar y Suiza ganó con un marcador de 1-0. Luego vencieron a Italia en los cuartos de final (2-1) y el periódico Sport lanzó una recaudación de fondos para cubrir los costos adicionales de alojamiento. En las semifinales, el equipo suizo eliminó a los suecos, favoritos del torneo, con un 2-1 en el marcador. Perdió en la final (0-3) contra Uruguay y ganó la medalla de plata y el título no oficial de Campeón de Europa.
Después de esta actuación, el nivel de la selección nacional disminuyó considerablemente. Los suizos fueron eliminados de los Juegos Olímpicos de Ámsterdam 1928 después de derrotar a Alemania por 4-0. Los resultados no fueron mejores en la Copa Internacional, el predecesor del Campeonato Europeo, donde Suiza ocupó el último lugar en las seis ediciones. Leopold Kielholz, sin embargo, fue el máximo goleador de la edición de 1933-1935 empatada con el húngaro György Sárosi. Al igual que muchas otras naciones europeas, Suiza no participó en la primera Copa del Mundo celebrada en 1930 en Uruguay por razones financieras.

#### Mundial 1934
Los suizos se clasificaron para la Copa Mundial de 1934 en Italia, después de un empate frente a Yugoslavia y una victoria lograda en la alfombra verde contra Rumania, quienes alinearon a un jugador no seleccionable. Antes de la fase final, se produjo un conflicto entre la ASF y el Servette FC. El club de Ginebra temía que sus jugadores se lesionen durante partidos internacionales y exigió una compensación económica. La ASF tuvo que amenazar al club con fuertes penalizaciones para liberar a sus jugadores una semana antes del comienzo de la Copa del Mundo. Con el entrenador Heinrich Müller, Suiza ganó su ronda de dieciseisavos contra Holanda con un marcador de 3-2. Entonces perdieron contra Checoslovaquia, futura finalista, con un marcador de 2-3.

#### Mundial 1954
Suiza, con el apoyo del presidente de la ASF y el vicepresidente de la FIFA, Ernst Thommen, consiguió ser la sede de la Copa Mundial de 1954. ASF volvió a contratar a Karl Rappan para preparar la selección. El 25 de abril de 1954, la televisión suiza transmitió por primera vez un partido de la selección nacional. Este fue un partido de preparación contra Alemania. En su primera jornada de la Copa del Mundo, Suiza venció a Italia en Lausana con el marcador de 2-1. Luego perdieron contra Inglaterra en Berna por 2-0. Segundos en el grupo con dos puntos, empatado con Italia, Suiza se clasificó para los cuartos de final gracias a una victoria en Basilea en el marcador de 4-1 en el último partido. En los cuartos de final, los suizos y los austriacos establecieron el récord de goles marcados en un partido de la Copa Mundial. El partido tuvo lugar en Lausana frente a unos 35,000 espectadores. Suiza lideraba 3-0 después de 20 minutos, pero, mientras que el defensor Roger Bocquet fue víctima de una caída, debido a las altas temperaturas, luego cobrarían cinco goles en quince minutos. A pesar de una insolación de su portero Kurt Schmied, los austriacos mantuvieron su ventaja y ganaron el juego 7-5.

#### 1955-1999
Suiza se clasificó para las ediciones de 1950, 1962 y 1966, perdiendo en todas estas en la fase de grupos.
En 1962, Karl Rappan analizó el fútbol suizo: «Si no reorganizamos nuestro fútbol de élite, y rápidamente, ganaremos algo de vez en cuando con suerte, pero no tendremos voz en el fútbol, nivel internacional a largo plazo».
Las predicciones de Rappan demostraron ser correctas. Hay varias razones por las cuales Suiza se aleja cada vez más de la elite mundial. El bloqueo suizo se volvió menos efectivo con el tiempo, y una especie de Röstigraben de fútbol se desarrolló a lo largo de las fronteras lingüísticas. Mientras que un fútbol atlético y de defensa que requiere fuerza y disciplina se ve favorecido en la Suiza de habla alemana, la Suiza francófona y, en menor medida, Ticino se prefirió un sistema opuesto, más avanzado técnicamente, orientado al ataque y con muchos pases cortos. Entre 1967 y 1989, ocho entrenadores se sucedieron sin calificar para una Copa del Mundo o un Campeonato Europeo.
El término «derrota honorable» se usó a menudo para describir los resultados del equipo nacional en la década de 1970. Suiza perdió muchos partidos, a menudo con una gran diferencia de goles. Los empates contra equipos más fuertes se celebraban como victorias. Además, el equipo nacional se volvió cada vez menos importante para algunos jugadores. Una primera recuperación se llevó a cabo con el entrenador Paul Wolfisberg. Los suizos obtuvieron con él buenos resultados en partidos amistosos, como una victoria fuera de casa contra el equipo de Italia, recientemente coronada campeón mundial, 1-0. Sin embargo, los éxitos fueron raros en partidas clasificatorias decisivas. El campeonato suizo se convirtió gradualmente en profesional durante la década de 1970, pero esto no se resolvieron los problemas del equipo nacional. A finales de la década de 1980, cuando Daniel Jeandupeux no logró los objetivos del equipo, la ASF comenzó las tan esperadas reformas en la organización de la asociación y la formación de los jóvenes.
La ASF contrató al entrenador alemán Uli Stielike en 1989. Este último logró un resultado notable desde su debut, con una victoria frente a Brasil por 1-0 el 21 de junio de 1989. Los suizos jugaron un amistoso histórico el 19 de diciembre de 1990 en Stuttgart (derrota por 4-0), ya que esta fue el primer partido de la Alemania reunificada. No clasificaron para la Copa Mundial de 1990, y se quedaron a un punto de la clasificación para la Eurocopa de 1992, que todavía tenía solo ocho equipos.
El inglés Roy Hodgson, comprometido en 1992, continúo el trabajo de reconstrucción iniciado por Uli Stielike. La ASF firmó un contrato de patrocinio con Credit Suisse en 1993 y se comprometió a invertir la mitad del dinero en la capacitación para garantizar el éxito a largo plazo del equipo nacional. El equipo suizo se clasificó para la Copa Mundial de 1994, terminando segundo en el grupo detrás de Italia, y ocupó el tercer lugar en la primera clasificación de la FIFA en agosto de 1993. El partido final de las eliminatorias, una victoria por 4-0 contra Estonia, se jugó frente a los consejeros federales Ruth Dreifuss y Adolf Ogi y más de dos millones de espectadores. Esta fue la primera vez en veintiocho años que Suiza participaba en la fase final de la Copa del Mundo. Los suizos jugaron el partido inaugural contra el país anfitrión, Estados Unidos, en el estadio cubierto Silverdome en Detroit frente a miles de espectadores suizos. Georges Bregy abrió el marcador para Suiza en un tiro libre en el minuto 39, pero Eric Wynalda empató poco después con un potente disparo en el tragaluz. El partido termina con 1-1. Gracias en particular a los dos goles de Adrian Knup, los suizos vencieron a Rumanía por 4-1 para ganar su primera victoria en la Copa del Mundo desde 1954. Se clasificaron para el resto del torneo a pesar de una derrota contra Colombia (0-2). El Nati se enfrentó a España en los octavos del final. El portero Andoni Zubizarreta logró detener todos los tiros suizos y los españoles marcaron tres goles, incluido un penalti. Por lo tanto, Suiza quedó eliminada con el marcador de 0-3.
Los suizos fueron primeros en su grupo de clasificación para la Eurocopa de 1996, que fue la primera con dieciséis equipos. Antes de un partido clasificatorio jugado el 6 de septiembre de 1995 en Gotemburgo (Suecia), los jugadores suizos desplegaron una pancarta con el mensaje «Stop it Chirac» durante el himno nacional. Protesta contra el anuncio del presidente francés, Jacques Chirac, de la reanudación de los ensayos nucleares en el atolón Mururoa, en el Pacífico Sur. La UEFA prohibió más tarde las acciones políticas sobre el terreno de juego. La ASF, que recibió una advertencia de la UEFA, no sancionó a los jugadores porque su acción estuvo ampliamente aprobada por el público y los medios de comunicación.
Artur Jorge reemplazó a Roy Hodgson al final de su contrato. El entrenador portugués fue criticado desde el principio. Provocó una controversia al anunciar su selección para la Eurocopa de 1996: no convocó ni a Adrian Knup ni a Alain Sutter, considerado uno de los mejores jugadores del equipo desde hacía varios años. Suiza comenzó bien el primer Campeonato de Europa en su historia, ya que obtuvo un empate (1-1) en la primera jornada contra el país anfitrión, Inglaterra. Fue eliminada después de la primera ronda después de dos derrotas ante Holanda (0-2) y Escocia (0-1). Artur Jorge anunció su renuncia justo después del torneo.
El Nati se enfrentó a equipos considerados asequibles en la clasificación para el Mundial de 1998. Pero, el 31 de agosto de 1996 en Bakú, en el primer partido del entrenador austríaco Rolf Fringer, Suiza, favorita aquel día, perdió 0-1 contra Azerbaiyán. Suiza luego fue derrotada ante Noruega, futuro ganador del grupo, con el marcador de 5-0. Esta fue la mayor derrota del equipo nacional durante diecisiete años. Suiza finalmente fue cuarta de cinco equipos y no se clasificó para la Copa del Mundo. El periodista y exjugador Norbert Eschmann y analizó las causas de estos resultados en 1997: «Después de la era Hodgson, hubo desmovilización y andar a tientas por los sucesores del maestro británico, lo que resultó en una pérdida de credibilidad en el fútbol y público». Esto también se debe a la retirada de varios jugadores que participaron en la Copa Mundial de 1994 y en el Campeonato de Europa de 1996. En diciembre de 1998, el Nati alcanzó su peor clasificación en la clasificación de la FIFA con el lugar 83.

### SigloXXI
Luego de la salida de Roy Hodgson, Suiza se comenzó a olvidar del plano internacional, no pudiendo clasificarse ni para la Eurocopa 2000 ni para las Copas de Mundo de 1998 ni de 2002.

#### Eurocopa 2004
Suiza se clasificó para la Eurocopa 2004 en Portugal tras terminar primera en el grupo 10 de la clasificación, por delante de Rusia e Irlanda.
Ya en el torneo internacional, después de un empate 0-0 ante Croacia, Suiza perdió 0-3 ante Inglaterra y 1-3 frente a Francia, por lo que terminaron en el último lugar en el grupo B del torneo principal.
Johan Vonlanthen se convirtió en el goleador más joven en la historia de la Eurocopa cuando logró un gol para Suiza que era el parcial empate contra Francia. Así, batió el récord (establecido solo cuatro días antes por Wayne Rooney).

#### Mundial 2006

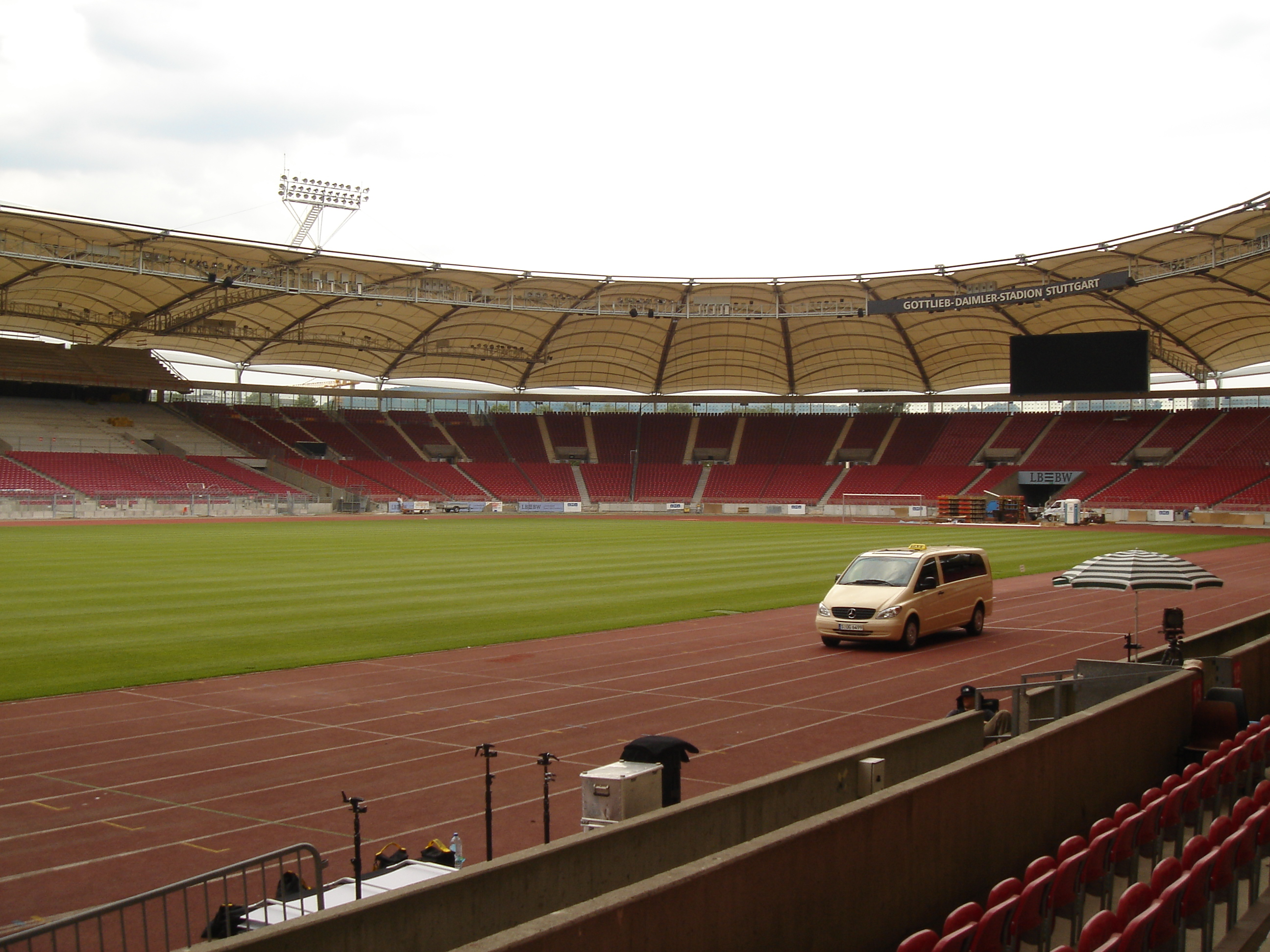
Estadio Mercedes-Benz Arena, donde Suiza jugó su primer partido en la Copa Mundial de Fútbol de 2006.

La Copa Mundial de Fútbol de 2006 en Alemania marcó el regreso de Suiza a una Copa del Mundo tras la participación en 1994. Después de terminar segunda por detrás de Francia en el grupo de clasificación 4, derrotó a Turquía en el repechaje de clasificación ganando 2-0 y perdiendo 4-2, clasificándose así para la cita mundialista debido a la Regla de goles fuera de casa.
En la fase de grupos, jugó de nuevo contra Francia. El partido disputado en Stuttgart terminó en un empate sin goles. Luego, Suiza derrotó a Togo por 2-0 en Dortmund y después a Corea del Sur también por 2-0 en Hannover. Así, Suiza se clasificó para octavos de final, siendo primera en el grupo G con siete puntos.

Formaciones del partido entre Suiza y Ucrania por los octavos de final del torneo de 2006.

En la segunda ronda del torneo, Suiza se enfrentó a Ucrania en Colonia. El partido tuvo que decidirse en la tanda de penales, ya que había terminado sin goles tras el tiempo reglamentario y el suplmentario (ciento veinte minutos). Ucrania ganó la tanda de penaltis por 3-0, eliminando así a Suiza.
A pesar de la eliminación, Suiza fue el único equipo en el torneo que no encajó ningún gol durante el tiempo reglamentario en sus partidos. El máximo goleador de Suiza en el torneo fue Alexander Frei con 2 goles. A destacar también que, cuando Suiza perdió 3-0 en los penaltis, esa fue la primera vez en la historia de la Copa Mundial de Fútbol que un equipo perdió en los penaltis sin anotar un solo gol en los penaltis.
El equipo suizo que jugó la Copa del Mundo se puede ver aquí.
Después de la Copa del Mundo, Suiza jugó un amistoso contra Liechtenstein, ganando 3-0. Asimismo, disputó algunos partidos amistosos ganados ante Venezuela y Costa Rica.

#### Eurocopa 2008

Logo de la Eurocopa 2008, fue la XIII edición de la Eurocopa, el principal torneo entre selecciones de fútbol europeas organizado por la UEFA. Esta versión del torneo se realizó en Austria y Suiza.

Suiza albergó la Eurocopa 2008 junto con Austria, por lo que obtuvo la clasificación automática y no jugó el proceso clasificatorio. En ese tiempo, Suiza disputó partidos amistosos.
Suiza jugó todos sus partidos del grupo B en Basilea. En su primera presentación, cayó derrotada 0-1 ante la República Checa y en su segundo partido ante Turquía 1-2. Suiza quedó eliminada del torneo aún con un partido por jugar. En su último partido del grupo, que era «de consolación», Suiza derrotó a Portugal. Los tres goles de Suiza en el torneo fueron marcados por Hakan Yakın.

#### Mundial 2010

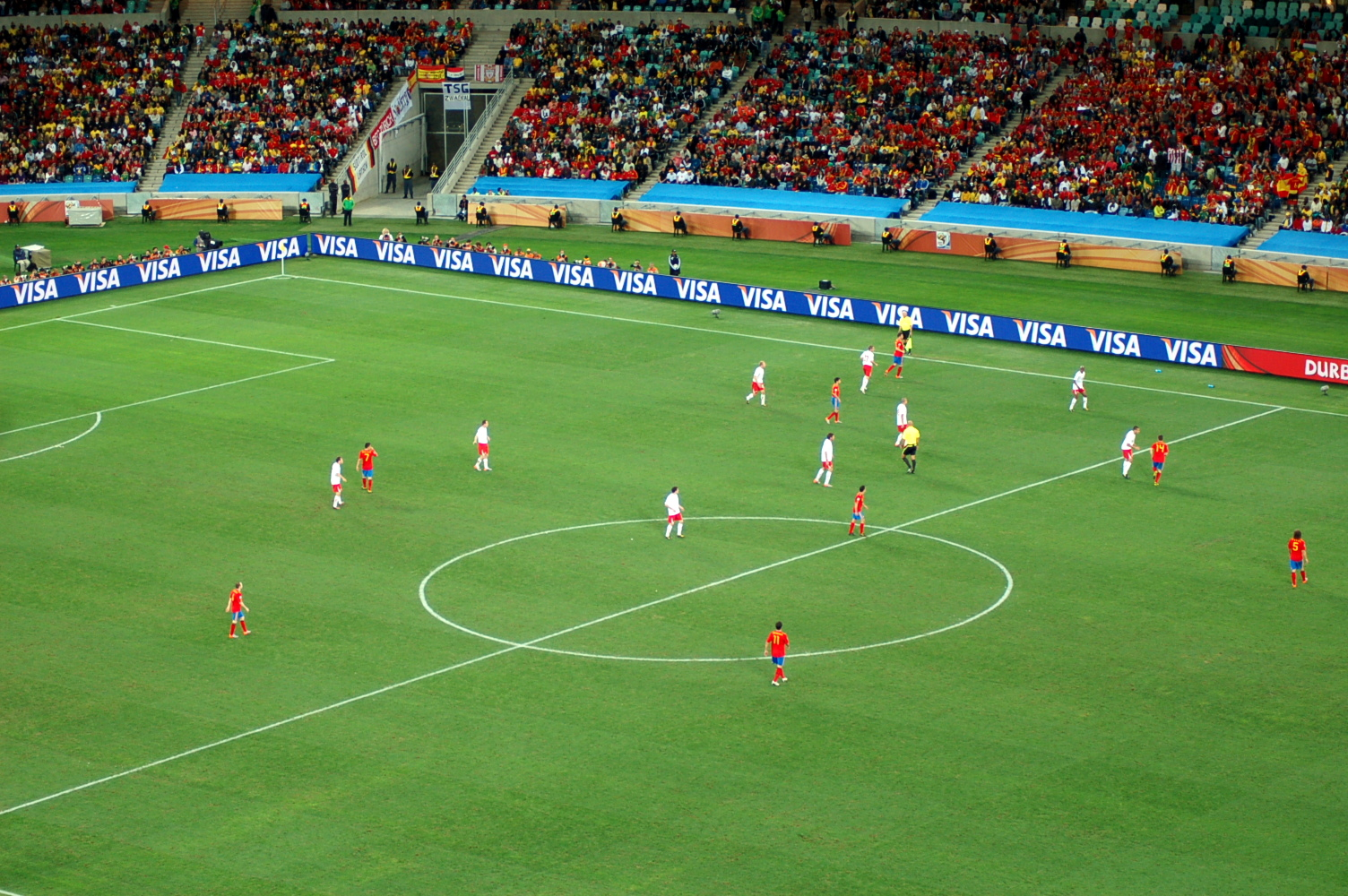
Partido entre España y Suiza, que finalizó 1-0 a favor de los helvéticos.

En la fase de clasificación, Suiza finalizó primera en su grupo con 21 puntos, producto de seis triunfos tres empates y una sola derrota, uno más que el segundo, Grecia.
Su grupo ya en el Mundial 2010 estuvo compuesto por España, Chile y Honduras. En el primer partido, Suiza dio la grata sorpresa al derrotar a España (a la postre luego campeona de esa Copa del Mundo), encajándoles un gol, y plasmando un estilo de juego ultradefensivo que si bien fue criticado por muchos, en Suiza fue la expresión máxima del fútbol estratégica y ordenadamente defensivo en ese mundial.
Lamentablemente, no pudo compatibilizar su estilo defensivo con la eficacia a la hora de marcar, lo que supuso su rápida eliminación en la fase de grupos tras no haber podido ganarle a Chile (0-1), y empatando contra Honduras (0-0). Suiza finalizó tercera en su grupo con cuatro puntos, un gol a favor y uno en contra, quedando eliminada en la primera fase.
Concluido el partido contra Chile, a pesar de la derrota Suiza estableció un récord en la Copa Mundial de Fútbol de estar más minutos sin recibir goles, siendo un periodo de 559 minutos sin tener goles en contra. Suiza llegaba con 395 minutos sin encajar goles en la Copa Mundial, contra España sumó unos 90 más y ante Chile 74, por lo que la racha quedó en 559 minutos.
Además, el 11 de julio de 2010, día en el que finalizó el Mundial de Sudáfrica, Suiza se proclamó como único equipo, junto con Italia, Hungría y Alemania Democrática, en vencer al campeón del mundo en el transcurso del torneo.
Después de este torneo y algunos partidos amistosos, Suiza jugó la clasificación para la Eurocopa 2012, en la cual no logró el objetivo de clasificarse tras finalizar tercera en el grupo con 11 puntos, por detrás de Inglaterra y Montenegro.

#### Mundial 2014
Después de ocho juegos sin derrota, Suiza obtuvo su clasificación para la Copa Mundial de 2014 en Brasil al vencer a Albania el 14 de octubre de 2013. Luego venció a Eslovenia cuatro días después. En la clasificación final, el Nati fue el primero de su grupo con 24 puntos (siete victorias y tres empates) mientras que Islandia fue segunda con 17 puntos. Gracias a estos resultados, Suiza alcanzó el séptimo lugar en la clasificación de la FIFA en octubre de 2013 y fue una de las cabezas de serie del sorteo de la Copa del Mundo por primera vez. El Nati se enfrentó a Francia, Ecuador y Honduras en el grupo E en la fase final. Jugaron su primer partido contra Ecuador, quien lideró 1-0 en el descanso, pero Suiza empató a los 48 minutos gracias a Admir Mehmedi y anotó 2-1 en el minuto 93 de la mano de Haris Seferović. El equipo suizo luego perdió contra Francia. Después de la lesión de Steve von Bergen, tocado en la cara por un pie de Olivier Giroud, concedió cinco goles consecutivos antes de reducir la brecha al anotar dos goles al final del juego. El equipo suizo venció a Honduras por 3-0 gracias a tres goles de Xherdan Shaqiri, incluidas dos asistencias de Josip Drmić. Terminó segunda en el grupo con 6 puntos, detrás de Francia (7 puntos) y por delante de Ecuador (4 puntos) y Honduras (0 puntos), y se enfrentó a Argentina en octavos de final. Suiza fue dominada, pero tuvo algunas grandes oportunidades de gol. Sin embargo, fue eliminada luego de un gol de Ángel Di María en el minuto 118 del alargue, el único del partido.

#### Eurocopa 2016
Vladimir Petković, quien entrenó al Young Boys y Lazio, sucedió a Ottmar Hitzfeld como entrenador del Nati después del Mundial de 2014. Michel Pont, entrenador asistente desde 2001, también fue reemplazado. El equipo suizo comenzó su campaña de clasificación para la Euro 2016 con dos derrotas ante Inglaterra y Eslovenia. Luego se recuperó y obtuvo su calificación para la Euro 2016 a un día del final de los playoffs al aplastar a San Marino por 7-0, lo que le hizo conseguir el segundo lugar en el grupo E. Esta Euro, el primero en reunir 24 equipos, tuvo lugar en Francia. Suiza comenzó la fase final contra Albania, que jugó el primer juego de su historia en una Eurocopa. Este partido fue especial porque ocho jugadores de la selección albanesa también tenían nacionalidad suiza y cuatro jugadores suizos eran de origen albanés. Los hermanos Granit y Taulant Xhaka jugaron uno contra el otro. El equipo suizo ganó el juego gracias a un gol anotado por Fabian Schär en el quinto minuto. Luego empataron (1-1) contra Rumania, luego se clasificaron por primera vez para la fase eliminatoria de una Euro consiguiendo un empate (0-0) contra Francia, país anfitrión y futuro finalista del torneo. Segundo en el grupo A, enfrentaron a Polonia en la ronda de octavos de final, terminando segunda en el grupo C. Los polacos dominaron la primera mitad y Jakub Błaszczykowski abrió el marcador en el minuto 39 y Xherdan Shaqiri empató a los 82 con una bicicleta. No se marcaron goles durante el tiempo extra y Polonia ganó el juego en los penaltis, Granit Xhaka falló sus tiros.

#### Rusia 2018
Para la clasificación a Rusia 2018, Suiza terminó en el segundo lugar de su grupo, por detrás de Portugal teniendo que jugar en los play-offs, donde fueron clasificados como el mejor equipo en segundo lugar,  y fueron sorteados para jugar contra Irlanda del Norte. En el partido de ida, disputado el 9 de noviembre, ganó 1-0 mediante un polémico penal anotado por Ricardo Rodríguez y tres días después disputó el partido de vuelta, empatando 0-0 y avanzando al torneo con un 1 –0 victoria global.  Antes de la Copa del Mundo, Suiza ocupaba el sexto lugar en el ranking mundial, incluso ocupando el puesto más alto que el eventual campeón Francia. En la Copa del Mundo, Suiza fue sorteada para jugar contra Brasil, Serbia y Costa Rica en el Grupo E. Comenzaron su campaña con un empate 1-1 con Brasil, antes de vencer a Serbia 2-1 con un gol agónico de Xherdan Shaqiri. El partido con Serbia generó controversia por las celebraciones realizadas por los goleadores Xherdan Shaqiri y Granit Xhaka (ambos de etnia albanesa), junto con Stephan Lichtsteiner cuando el trío realizó una celebración en la que cruzaron las manos para representar un águila bicéfala, el emblema oficial de Albania, considerado por muchos como un símbolo nacionalista albanés, sin embargo, la FIFA no los prohibió por esto.  Su último partido de grupo fue con Costa Rica; que empataron 2-2, con Blerim Džemaili y Josip Drmić anotando; quedando así segundo de grupo. Fueron sorteados para jugar contra Suecia en los octavos de final, partido en el que perdieron 1-0, siendo eliminados del torneo.

#### Eurocopa 2020
Suiza, clasificó para la Eurocopa 2020 tras vencer por 2-0 a Irlanda en la fase de clasificación. En la fase final, fue ubicado en el grupo A junto a Gales, Italia y Turquía, ganando ante los turcos por 3-1, empatando con los galeses y por 1-1 y perdiendo ante Italia por un contundente 0 a 3, terminando tercero de grupo y clasificando como uno de los mejores terceros.
En octavos de final, debieron enfrentar a la vigente campeona del mundo, Francia, donde los suizos se adelantaron con gol de Haris Seferović en el minuto 15, sin embargo los franceses Karim Benzema con su doblete en los minutos 57 y 59 y Paul Pogba al 75, remontaron el encuentro hasta un 3-1 que parecía casi definitivo, pero Seferovic en el minuto 81 y Mario Gavranović en el 90, lograron un épico empate a 3 en el último minuto, llevando el encuentro a la tanda de penales, donde tras 4 penales seguidos sin fallar por parte de ambos equipos, el portero suizo Yann Sommer atajó el penal a Kylian Mbappé, logrando así su primera clasificación para cuartos de final.

#### Mundial 2022
La actuación de Suiza en el Mundial de Catar fue como poco aceptable. Logró clasificarse para octavos de final empatando a 6 puntos con una de las favoritas, Brasil, tras conseguir dos victorias y una derrota en la fase de grupos. En octavos de final se cruzó con Portugal y el desenlace fue desastroso para los suizos. Portugal ganó por 6-1 consiguiendo así una de las mayores goleadas en la historia de los mundiales.

#### Eurocopa 2024
Una vez más, Suiza se ha clasificado para una nueva edición de la Eurocopa. El sorteo decidió que formara parte del Grupo A de la Eurocopa 2024 junto con Hungría, Escocia y la anfitriona Alemania. Alemania es claramente superior al resto de selecciones pero el resto de equipos son bastante parejos. El primer partido de Suiza será frente a Hungría el 15 de junio de 2024.

## Últimos partidos y próximos encuentros
Actualizado al último partido jugado el 7 de junio de 2025.
| Fecha      | Ciudad         | Local             | Resultado      | Visitante  | Competición                 |
| ---------- | -------------- | ----------------- | -------------- | ---------- | --------------------------- |
| 19-06-2024 | Colonia        | Suiza             | 1:1            | Escocia    | Eurocopa 2024               |
| 23-06-2024 | Frankfurt      | Alemania          | 1:1            | Suiza      | Eurocopa 2024               |
| 29-06-2024 | Berlín         | Italia            | 0:2            | Suiza      | Eurocopa 2024               |
| 06-07-2024 | Düsseldorf     | Inglaterra        | 1:1 (5:3 pen.) | Suiza      | Eurocopa 2024               |
| 05-09-2024 | Copenhague     | Dinamarca         | 2:0            | Suiza      | Liga de Naciones UEFA 24/25 |
| 08-09-2024 | Berna          | Suiza             | 1:4            | España     | Liga de Naciones UEFA 24/25 |
| 12-10-2024 | Belgrado       | Serbia            | 2:0            | Suiza      | Liga de Naciones UEFA 24/25 |
| 15-10-2024 | Thun           | Suiza             | 2:2            | Dinamarca  | Liga de Naciones UEFA 24/25 |
| 15-11-2024 | Zúrich         | Suiza             | 1:1            | Serbia     | Liga de Naciones UEFA 24/25 |
| 18-11-2024 | Tenerife       | España            | 3:2            | Suiza      | Liga de Naciones UEFA 24/25 |
| 21-03-2025 | Belfast        | Irlanda del Norte | 1:1            | Suiza      | Partido amistoso            |
| 25-03-2025 | St. Gallen     | Suiza             | 3:1            | Luxemburgo | Partido amistoso            |
| 07-06-2025 | Salt Lake City | México            | 2:4            | Suiza      | Partido amistoso            |
| 10-06-2025 | Nashville      | Estados Unidos    | 0:4            | Suiza      | Partido amistoso            |

## Uniformes
| Primera equipación | Ver evolución | Equipación actual |

### Proveedores
| Período       | Proveedor | Logotipo |
| ------------- | --------- | -------- |
| 1976-1990     | Adidas    |          |
| 1990-1992     | Blacky    |          |
| 1992-1998     | Lotto     |          |
| 1998-presente | Puma      |          |

## Estadísticas

### Juegos Olímpicos
| 1908 | No participó                  | No participó                  | No participó                  | No participó                  | No participó                  | No participó                  | No participó                  |
| 1912 | No participó                  | No participó                  | No participó                  | No participó                  | No participó                  | No participó                  | No participó                  |
| 1920 | No participó                  | No participó                  | No participó                  | No participó                  | No participó                  | No participó                  | No participó                  |
| 1924 | Subcampeón                    | 6                             | 4                             | 1                             | 1                             | 15                            | 6                             |
| 1928 | Octavos de final              | 1                             | 0                             | 0                             | 1                             | 0                             | 4                             |
| 1932 | No hubo competición de fútbol | No hubo competición de fútbol | No hubo competición de fútbol | No hubo competición de fútbol | No hubo competición de fútbol | No hubo competición de fútbol | No hubo competición de fútbol |
| 1936 | No participó                  | No participó                  | No participó                  | No participó                  | No participó                  | No participó                  | No participó                  |
| 1948 | No participó                  | No participó                  | No participó                  | No participó                  | No participó                  | No participó                  | No participó                  |
| Desde 1952 los Juegos Olímpicos los disputan selecciones amateurs, y a partir de 1992 selecciones sub-23 |                               |                               |                               |                               |                               |                               |                               |
| Total | 2/7                           | 7                             | 4                             | 1                             | 2                             | 15                            | 10                            |

### Copa Mundial de Fútbol
| Copa Mundo | Copa Mundo       | Copa Mundo     | Copa Mundo     | Copa Mundo     | Copa Mundo     | Copa Mundo     | Copa Mundo     | Copa Mundo     | Copa Mundo   |
| Año        | Ronda            | Posición       | J              | G              | E              | P              | GF             | GC             | DG           |
| ---------- | ---------------- | -------------- | -------------- | -------------- | -------------- | -------------- | -------------- | -------------- | ------------ |
| 1930       | No participó     | No participó   | No participó   | No participó   | No participó   | No participó   | No participó   | No participó   | No participó |
| 1934       | Cuartos de final | 7.º            | 2              | 1              | 0              | 1              | 5              | 5              | 0            |
| 1938       | Cuartos de final | 6.º            | 3              | 1              | 1              | 1              | 5              | 5              | 0            |
| 1950       | Primera ronda    | 6.º            | 3              | 1              | 1              | 1              | 4              | 6              | -2           |
| 1954       | Cuartos de final | 5.º            | 4              | 2              | 0              | 2              | 11             | 11             | 0            |
| 1958       | No clasificó     | No clasificó   | No clasificó   | No clasificó   | No clasificó   | No clasificó   | No clasificó   | No clasificó   | No clasificó |
| 1962       | Fase de grupos   | 16.º           | 3              | 0              | 0              | 3              | 2              | 8              | -6           |
| 1966       | Fase de grupos   | 16.º           | 3              | 0              | 0              | 3              | 1              | 9              | -8           |
| 1970       | No clasificó     | No clasificó   | No clasificó   | No clasificó   | No clasificó   | No clasificó   | No clasificó   | No clasificó   | No clasificó |
| 1974       | No clasificó     | No clasificó   | No clasificó   | No clasificó   | No clasificó   | No clasificó   | No clasificó   | No clasificó   | No clasificó |
| 1978       | No clasificó     | No clasificó   | No clasificó   | No clasificó   | No clasificó   | No clasificó   | No clasificó   | No clasificó   | No clasificó |
| 1982       | No clasificó     | No clasificó   | No clasificó   | No clasificó   | No clasificó   | No clasificó   | No clasificó   | No clasificó   | No clasificó |
| 1986       | No clasificó     | No clasificó   | No clasificó   | No clasificó   | No clasificó   | No clasificó   | No clasificó   | No clasificó   | No clasificó |
| 1990       | No clasificó     | No clasificó   | No clasificó   | No clasificó   | No clasificó   | No clasificó   | No clasificó   | No clasificó   | No clasificó |
| 1994       | Octavos de final | 15.º           | 4              | 1              | 1              | 2              | 5              | 7              | -2           |
| 1998       | No clasificó     | No clasificó   | No clasificó   | No clasificó   | No clasificó   | No clasificó   | No clasificó   | No clasificó   | No clasificó |
| 2002       | No clasificó     | No clasificó   | No clasificó   | No clasificó   | No clasificó   | No clasificó   | No clasificó   | No clasificó   | No clasificó |
| 2006       | Octavos de final | 10.º           | 4              | 2              | 2              | 0              | 4              | 0              | +4           |
| 2010       | Fase de grupos   | 19.º           | 3              | 1              | 1              | 1              | 1              | 1              | 0            |
| 2014       | Octavos de final | 11.º           | 4              | 2              | 0              | 2              | 7              | 7              | 0            |
| 2018       | Octavos de final | 14.º           | 4              | 1              | 2              | 1              | 5              | 5              | 0            |
| 2022       | Octavos de final | 12.º           | 4              | 2              | 0              | 2              | 5              | 9              | -4           |
| 2026       | Por disputarse   | Por disputarse | Por disputarse | Por disputarse | Por disputarse | Por disputarse | Por disputarse | Por disputarse |              |
| Total      | 12/22            | 17.º           | 41             | 14             | 8              | 19             | 55             | 73             | -18          |

### Eurocopa
| Eurocopa | Eurocopa         | Eurocopa     | Eurocopa     | Eurocopa     | Eurocopa     | Eurocopa     | Eurocopa     | Eurocopa     | Eurocopa     |
| Año      | Ronda            | Posición     | J            | G            | E            | P            | GF           | GC           | DG           |
| -------- | ---------------- | ------------ | ------------ | ------------ | ------------ | ------------ | ------------ | ------------ | ------------ |
| 1960     | No participó     | No participó | No participó | No participó | No participó | No participó | No participó | No participó | No participó |
| 1964     | No clasificó     | No clasificó | No clasificó | No clasificó | No clasificó | No clasificó | No clasificó | No clasificó | No clasificó |
| 1968     | No clasificó     | No clasificó | No clasificó | No clasificó | No clasificó | No clasificó | No clasificó | No clasificó | No clasificó |
| 1972     | No clasificó     | No clasificó | No clasificó | No clasificó | No clasificó | No clasificó | No clasificó | No clasificó | No clasificó |
| 1976     | No clasificó     | No clasificó | No clasificó | No clasificó | No clasificó | No clasificó | No clasificó | No clasificó | No clasificó |
| 1980     | No clasificó     | No clasificó | No clasificó | No clasificó | No clasificó | No clasificó | No clasificó | No clasificó | No clasificó |
| 1984     | No clasificó     | No clasificó | No clasificó | No clasificó | No clasificó | No clasificó | No clasificó | No clasificó | No clasificó |
| 1988     | No clasificó     | No clasificó | No clasificó | No clasificó | No clasificó | No clasificó | No clasificó | No clasificó | No clasificó |
| 1992     | No clasificó     | No clasificó | No clasificó | No clasificó | No clasificó | No clasificó | No clasificó | No clasificó | No clasificó |
| 1996     | Fase de grupos   | 13.º         | 3            | 0            | 1            | 2            | 1            | 4            | -3           |
| 2000     | No clasificó     | No clasificó | No clasificó | No clasificó | No clasificó | No clasificó | No clasificó | No clasificó | No clasificó |
| 2004     | Fase de grupos   | 15.º         | 3            | 0            | 1            | 2            | 1            | 6            | -5           |
| 2008     | Fase de grupos   | 9.º          | 3            | 1            | 0            | 2            | 3            | 3            | 0            |
| 2012     | No clasificó     | No clasificó | No clasificó | No clasificó | No clasificó | No clasificó | No clasificó | No clasificó | No clasificó |
| 2016     | Octavos de final | 11.º         | 4            | 1            | 3            | 0            | 3            | 2            | +1           |
| 2020     | Cuartos de final | 7.º          | 5            | 1            | 3            | 1            | 8            | 9            | -1           |
| 2024     | Cuartos de final | 6.º          | 5            | 2            | 3            | 0            | 8            | 4            | +4           |
| 2028     | Por definir      | Por definir  | Por definir  | Por definir  | Por definir  | Por definir  | Por definir  | Por definir  | Por definir  |
| Total    | 6/17             | 14.º         | 23           | 5            | 11           | 7            | 24           | 28           | -4           |

### Liga de Naciones de la UEFA
| Liga de Naciones de la UEFA | Liga de Naciones de la UEFA | Liga de Naciones de la UEFA | Liga de Naciones de la UEFA | Liga de Naciones de la UEFA | Liga de Naciones de la UEFA | Liga de Naciones de la UEFA | Liga de Naciones de la UEFA | Liga de Naciones de la UEFA | Liga de Naciones de la UEFA | Liga de Naciones de la UEFA | Liga de Naciones de la UEFA |
| Año                         | L                           | G                           | Ronda                       | Posición                    | J                           | G                           | E                           | P                           | GF                          | GC                          | DG                          |
| --------------------------- | --------------------------- | --------------------------- | --------------------------- | --------------------------- | --------------------------- | --------------------------- | --------------------------- | --------------------------- | --------------------------- | --------------------------- | --------------------------- |
| 2018-19                     | A                           | 2                           | Cuarto lugar                | 4.º                         | 4                           | 3                           | 0                           | 1                           | 14                          | 5                           | +9                          |
| 2020-21                     | A                           | 4                           | Fase de grupos              | 11.º                        | 6                           | 1                           | 3                           | 2                           | 9                           | 8                           | +1                          |
| 2022-23                     | A                           | 2                           | Fase de grupos              | 9.º                         | 6                           | 3                           | 0                           | 3                           | 6                           | 9                           | -3                          |
| Total                       | Total                       | Total                       | 3/3                         | 9.º                         | 16                          | 7                           | 3                           | 6                           | 29                          | 22                          | +7                          |

## Palmarés

### Selección mayor
- Torneo Olímpico de Fútbol:
  -  Medalla de plata (1924)

### Selección sub-17
- Copa Mundial de Fútbol Sub-17:
  - Campeón (2009)
- Campeonato de Europa Sub-17 de la UEFA:
  - Campeón (2002)
    -       - Tercer lugar (2009)

## Jugadores

### Última convocatoria
Los siguientes jugadores fueron citados para disputar los partidos eliminatorios rumbo al Mundial 2026 ante Irlanda del Norte y Luxemburgo de marzo de 2025.
| No. | Pos. | Jugador           | Fecha de nacimiento (edad)         | Apa. | Goles | Club                |
| --- | ---- | ----------------- | ---------------------------------- | ---- | ----- | ------------------- |
| 1   | POR  | Gregor Kobel      | 6 de diciembre de 1997 (27 años)   | 11   | 0     | Borussia Dortmund   |
| 12  | POR  | Yvon Mvogo        | 6 de junio de 1994 (31 años)       | 11   | 0     | F. C. Lorient       |
| 21  | POR  | Pascal Loretz     | 1 de junio de 2003 (22 años)       | 0    | 0     | F. C. Lucerna       |
|     |      |                   |                                    |      |       |                     |
| 2   | DEF  | Lucas Blondel     | 14 de septiembre de 1996 (28 años) | 2    | 0     | C. A. Boca Juniors  |
| 3   | DEF  | Albian Hajdari    | 18 de mayo de 2003 (22 años)       | 1    | 0     | F. C. Lugano        |
| 5   | DEF  | Aurèle Amenda     | 31 de julio de 2003 (22 años)      | 2    | 0     | Eintracht Frankfurt |
| 13  | DEF  | Ricardo Rodríguez | 25 de agosto de 1992 (32 años)     | 127  | 9     | Real Betis          |
| 16  | DEF  | Cédric Zesiger    | 24 de junio de 1998 (27 años)      | 5    | 0     | F. C. Augsburgo     |
| 18  | DEF  | Eray Cömert       | 4 de febrero de 1998 (27 años)     | 18   | 0     | Real Valladolid     |
| 24  | DEF  | Isaac Schmidt     | 7 de diciembre de 1999 (25 años)   | 2    | 0     | Leeds United F. C.  |
| 26  | DEF  | Stefan Gartenmann | 2 de febrero de 1997 (28 años)     | 2    | 0     | Ferencváros T. C.   |
|     |      |                   |                                    |      |       |                     |
| 4   | MED  | Miro Muheim       | 24 de marzo de 1998 (27 años)      | 2    | 1     | Hamburgo S. V.      |
| 6   | MED  | Denis Zakaria     | 20 de noviembre de 1996 (28 años)  | 59   | 3     | A. S. Monaco        |
| 8   | MED  | Remo Freuler      | 15 de abril de 1992 (33 años)      | 78   | 10    | Bologna F. C.       |
| 10  | MED  | Vincent Sierro    | 8 de octubre de 1995 (29 años)     | 12   | 1     | Toulouse F. C.      |
| 15  | MED  | Djibril Sow       | 6 de febrero de 1997 (28 años)     | 43   | 0     | Sevilla F. C.       |
| 20  | MED  | Michel Aebischer  | 6 de enero de 1997 (28 años)       | 31   | 1     | Bologna F. C.       |
| 22  | MED  | Fabian Rieder     | 16 de febrero de 2002 (23 años)    | 18   | 0     | V. f. B. Stuttgart  |
| 25  | MED  | Alvyn Sanches     | 12 de julio de 2003 (22 años)      | 1    | 0     | F. C. Lausana-Sport |
|     |      |                   |                                    |      |       |                     |
| 7   | DEL  | Breel Embolo      | 14 de febrero de 1997 (28 años)    | 75   | 16    | A. S. Monaco        |
| 9   | DEL  | Andi Zeqiri       | 22 de junio de 1999 (26 años)      | 16   | 1     | Standard de Lieja   |
| 11  | DEL  | Dan Ndoye         | 25 de octubre de 2000 (24 años)    | 20   | 1     | Bologna F. C.       |
| 17  | DEL  | Ruben Vargas      | 5 de agosto de 1998 (27 años)      | 52   | 9     | Sevilla F. C.       |
| 19  | DEL  | Joël Monteiro     | 5 de agosto de 1999 (26 años)      | 5    | 1     | B. S. C. Young Boys |

### Jugadores con más participaciones

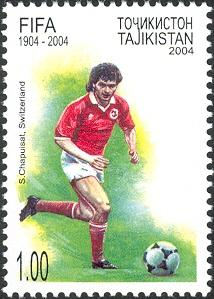
Stéphane Chapuisat es uno de los jugadores con más participaciones en la selección suiza.

- Actualizado al 16 de julio de 2024[3]

| #  | Nombre               | Período   | Participaciones |
| -- | -------------------- | --------- | --------------- |
| 1  | Granit Xhaka         | 2011-act  | 131             |
| 2  | Xherdan Shaqiri      | 2010-2024 | 125             |
| 3  | Ricardo Rodríguez    | 2011-act  | 120             |
| 4  | Heinz Hermann        | 1978-1991 | 117             |
| 5  | Alain Geiger         | 1980-1996 | 112             |
| 6  | Stephan Lichtsteiner | 2006-2019 | 107             |
| 7  | Stéphane Chapuisat   | 1989-2004 | 103             |
| 8  | Johann Vogel         | 1995-2007 | 94              |
| 9  | Haris Seferović      | 2013-2023 | 93              |
| 10 | Yann Sommer          | 2012-act. | 92              |

- En negrita los jugadores aún activos.

### Máximos anotadores
- Actualizado al 16 de julio de 2024.[4]

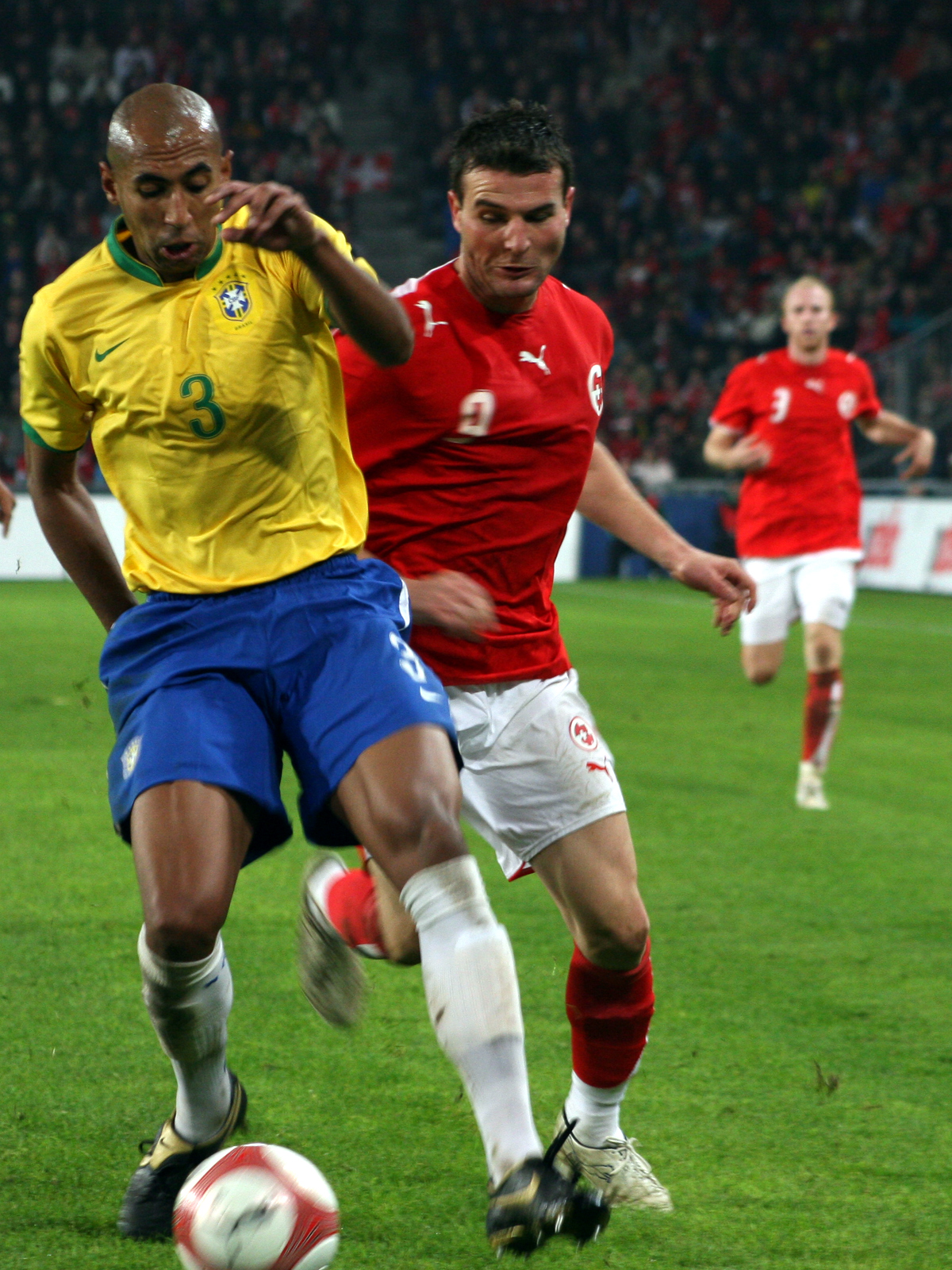
Alexander Frei es el mayor goleador histórico de la selección suiza.

| #  | Nombre             | Período   | Goles | Participaciones |
| -- | ------------------ | --------- | ----- | --------------- |
| 1  | Alexander Frei     | 2001-2011 | 42    | 84              |
| 2  | Kubilay Türkyilmaz | 1988-2001 | 34    | 62              |
| 3  | Max Abegglen       | 1922-1937 | 34    | 68              |
| 4  | Xherdan Shaqiri    | 2010-2024 | 32    | 125             |
| 5  | André Abegglen     | 1927-1943 | 29    | 52              |
| 6  | Jacques Fatton     | 1946-1955 | 29    | 53              |
| 7  | Adrian Knup        | 1989-1996 | 26    | 49              |
| 8  | Haris Seferović    | 2013-2023 | 25    | 93              |
| 9  | Charles Antenen    | 1948-1962 | 22    | 56              |
| 10 | Stéphane Chapuisat | 1989-2004 | 21    | 103             |

## Seleccionadores

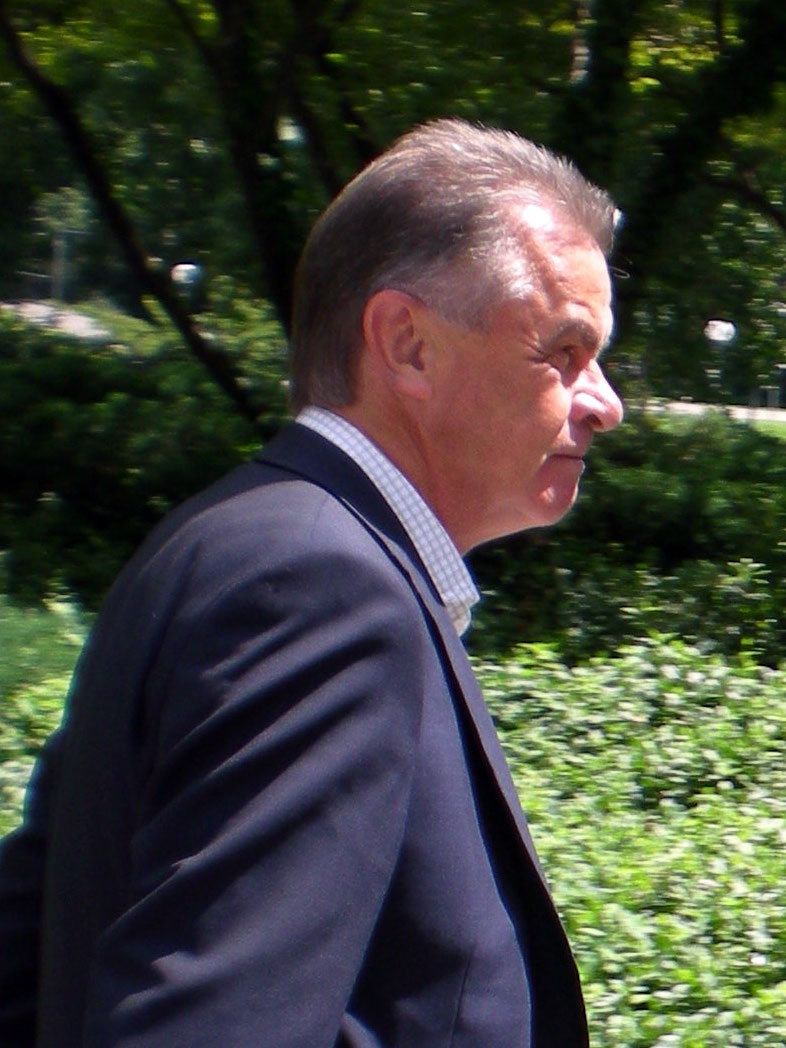
Ottmar Hitzfeld, exentrenador de la selección suiza

| Nombre                                                | Período   |
| ----------------------------------------------------- | --------- |
| Victor Schneider                                      | 1905-1905 |
| François Dégerine Emil Hasler                         | 1908-1909 |
| Comité central y de árbitros                          | 1910-1911 |
| Comité de árbitros                                    | 1911-1923 |
| Teddy Duckworth Jimmy Hogan Izidor Kürschner          | 1924-1933 |
| Heinrich Müller Eugène Ammann Jakob Walter            | 1934-1937 |
| Karl Rappan                                           | 1937-1938 |
| Heinrich Müller Eugène Ammann Jakob Walter            | 1938-1942 |
| Karl Rappan                                           | 1942-1949 |
| Gaston Tschirren Franco Andreoli Severino Minelli     | 1950-1950 |
| Gaston Tschirren William Baumgartner Léopold Kielholz | 1951-1953 |
| Karl Rappan                                           | 1953-1954 |
| Hans Rüegsegger                                       | 1954-1954 |
| Jacques Spagnoli William Baumgartner Léopold Kielholz | 1955-1956 |
| Jacques Spagnoli                                      | 1956-1958 |
| Willibald Hahn                                        | 1958-1959 |
| Branko Sekulic Hans Rüegsegger                        | 1960-1960 |
| Karl Rappan                                           | 1960-1963 |
| Georges Sobotka Roger Quinche Jacques Guhl            | 1964-1964 |

| Nombre            | Período       |
| ----------------- | ------------- |
| Alfredo Foni      | 1964-1967     |
| Erwin Ballabio    | 1967-1969     |
| Louis Maurer      | 1970-1971     |
| Bruno Michaud     | 1972-1973     |
| René Hüssy        | 1973-1976     |
| Miroslav Blažević | 1976-1977     |
| Roger Vonlanthen  | 1977-1979     |
| Leo Walker        | 1979-1980     |
| Paul Wolfisberg   | 1981-1985     |
| Daniel Jeandupeux | 1986-1989     |
| Uli Stielike      | 1989-1991     |
| Roy Hodgson       | 1992-1995     |
| Artur Jorge       | 1996-1996     |
| Rolf Fringer      | 1996-1997     |
| Gilbert Gress     | 1998-1999     |
| Enzo Trossero     | 2000-2001     |
| Jakob Kuhn        | 2001-2008     |
| Ottmar Hitzfeld   | 2008-2014     |
| Vladimir Petković | 2014-2021     |
| Murat Yakin       | 2021-presente |